# Coyaima
Coyaima se encuentra ubicado al sur del departamento del Tolima, sobre el flanco derecho de la cordillera central, formando parte de la cuenca baja del río Saldaña. Se encuentra a 114 km de la ciudad de Ibagué, capital del departamento y a 193 km de la ciudad de Bogotá, capital del país.

## Toponimia
Coyaima es un nombre que descompuesto en sus voces originales significa tierra del cacique Coya.

## División Político-Administrativa
Además de su cabecera municipal, Coyaima tiene bajo su jurisdicción los siguientes centros poblados:

Mapa veredal del municipio.

- Castilla
- Guayaquil
- Mesa de Inca
- San Miguel
- Totarco Dinde

## Historia
Los coyaimas conformaban uno de los núcleos de la inmensa nación pijao, habitantes de Colombia, vivían en ambas riveras del río Magdalena desde el bajo Saldaña, donde ocupaban el río Ortega y tenían un pueblo de su nombre todavía existente, por todo el valle de Neiva, llamado antiguamente el Valle de las Tristezas y la Tristura, hasta los confines de Timaná.
En tiempos de la conquista, la corona española envía a un militar, Juan de Borja y Armendia, séptimo presidente de la Real Audiencia de Santafé de Bogotá, para declarar la guerra a los pijaos. Al darse cuenta el conquistador de las rivalidades existentes entre los pueblos indígenas coyaimas y pijaos, los utiliza a su favor como aliados. En 1608 fundó un poblado indígena, al que se denominó Nuestra Señora del Carmen de Coyaima, luego de la derrota de los pijaos, siendo un centro importante de mercado de los productos de la tierra fría de la cordillera, y los de clima cálido del Valle del Magdalena.
El licenciado Bernabé de Saavedra, fiscal de la Real Audiencia, formalizó la fecha de fundación del poblado el 29 de marzo de 1621. Sin embargo, el 1 de agosto de 1778 con liderazgo de aborígenes ya civilizados, Domingo Pinto, José Capera y Juan Sánchez, el caserío fue trasladado y reedificado con su nombre de origen en la margen del río Saldaña, el lugar que hoy ocupa.
El 10 de septiembre de 1857, fue totalmente destruida por un voraz incendio donde pereció el párroco Manuel Antonio Suárez. La Asamblea Legislativa del Tolima elevó a Coyaima, a categoría de municipio, el 21 de febrero de 1863. 
El municipio ha estado inmerso en la Cuestión agraria, debido a que gran parte de su población es indígena y campesina. Por esto, el 1 de mayo de 1931, centenares de indígenas y campesinos dirigidos por Ismael Diógenes Contreras ocuparon el casco urbano de Coyaima y declararon un soviet en el municipio.[cita requerida].

## Geografía

### Límites municipales
Coyaima está delimitado por los siguientes municipios:
| Noroeste: Ortega (Río Saldaña) | Norte: Límites entre Ortega y Saldaña | Nordeste: Saldaña y Purificación   |
| Oeste: Chaparral (Río Saldaña) |                                       | Este: Prado (Río Magdalena)        |
| Suroeste: Ataco                | Sur: Natagaima                        | Sureste: Natagaima (Río Magdalena) |